# Ислам в Австрии

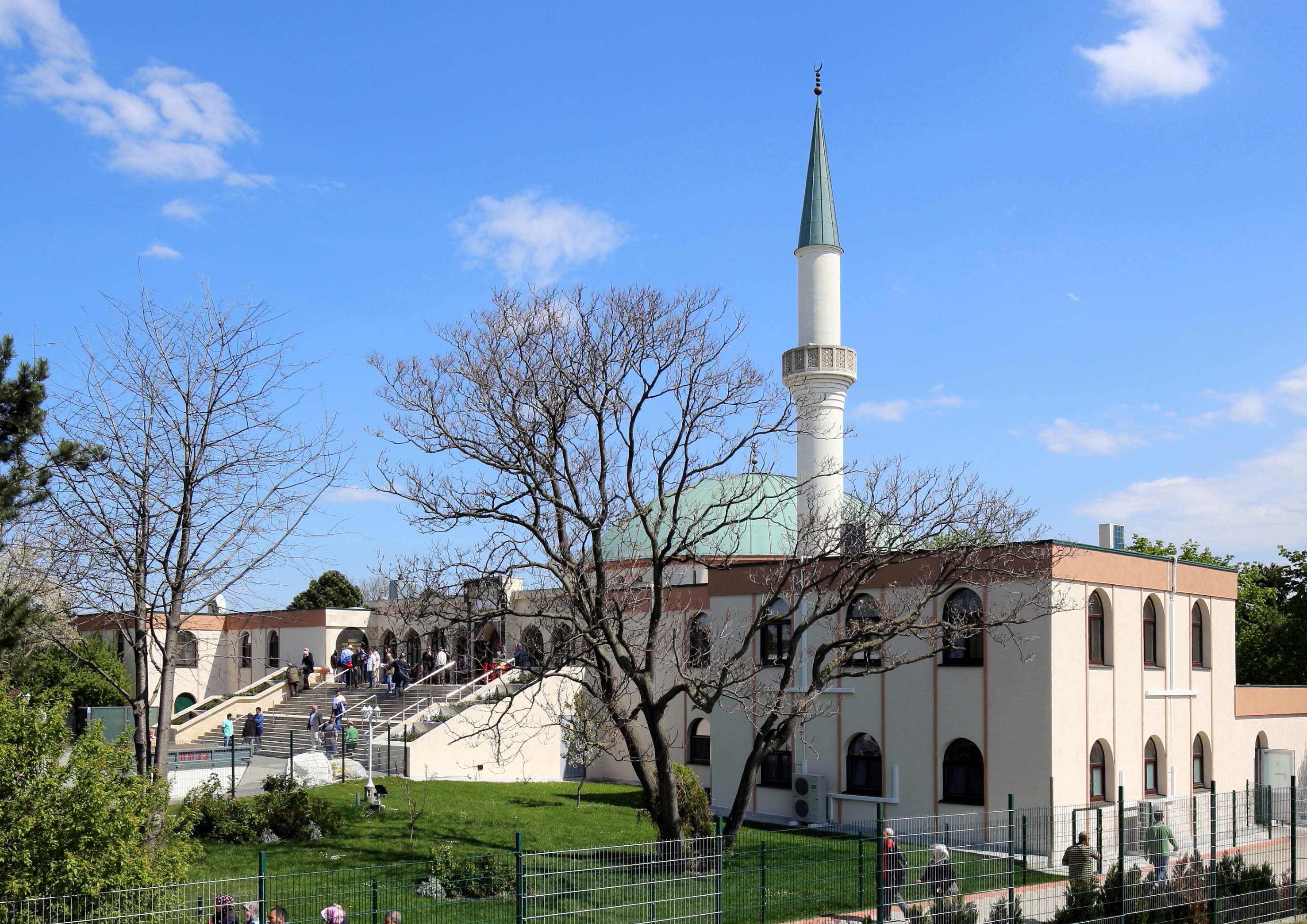
Мечеть и исламский центр в Вене.

Ислам является второй по численности верующих религией в Австрии после христианства. Примерно 7,0% от общей численности населения Австрии исповедуют ислам, согласно оценкам на 2010 год. Подавляющее большинство мусульман в Австрии являются суннитами . Большинство мусульман приехали в Австрию в 1960-е годы, из Турции и Боснии и Герцеговины. Есть также общины арабского и пакистанского происхождения.
Самая западная земля Форарльберг с развитой промышленностью имеет самую высокую долю мусульман в стране 8,36% (это напоминает соседние северо-восточные части Швейцарии). За ней следуют столица Вена с 7,82%. Центральные земли Зальцбург, Верхняя Австрия, Тироль и Нижняя Австрия имеют долю мусульманского населения в пределах среднего уровня. Юго-восточные земли Штирия, Каринтия, а также Бургенланд на востоке имеют самый низкий процент мусульман по стране. Из 300 ахмадитов Австрии, около одной трети проживают в Вене.
Австрия является уникальной среди западноевропейских стран, поскольку она предоставила мусульманам статус признанной религиозной общины. Это восходит к временам австро-венгерской оккупации Боснии и Герцеговины в 1878 году. Австрия урегулировала религиозные свободы мусульманской общины так называемым «Anerkennungsgesetz" ("актом признания") в 1912 году, и является первой западноевропейской страной, сделавшей так. Этот закон не имел значимости после распада Австро-Венгерской монархии в 1918 году, вплоть до того, когда мусульмане Австрии не основали в 1979 году, Исламскую религиозную общину Австрии (Islamische Glaubensgemeinschaft in Österreich). Эта организация имеет право давать уроки религиозного образования в государственных школах. Она также имеет право собирать закят, но община пока не воспользовалась этой привилегией для строительства, финансирования и руководства мечетями в Австрии. В 2013 году община алевитов Австрии получила статус признанного религиозного сообщества.
Существуют параллельные структуры в исламской религиозной группе. Религиозная жизнь происходит в мечетях, относящихся к организациям, представляющих турецких, боснийских и арабских мусульман. В числе турецких организаций, «Федерация турецко-исламского объединения» регулируется Управлением по делам религий, в то время как другие организации, такие как «Сулеймания» и «Национальное Мнение», можно считать как ветви общеевропейской организации с центром в Германии.

## Мусульмане в Австрии в соответствии с их этническими группами

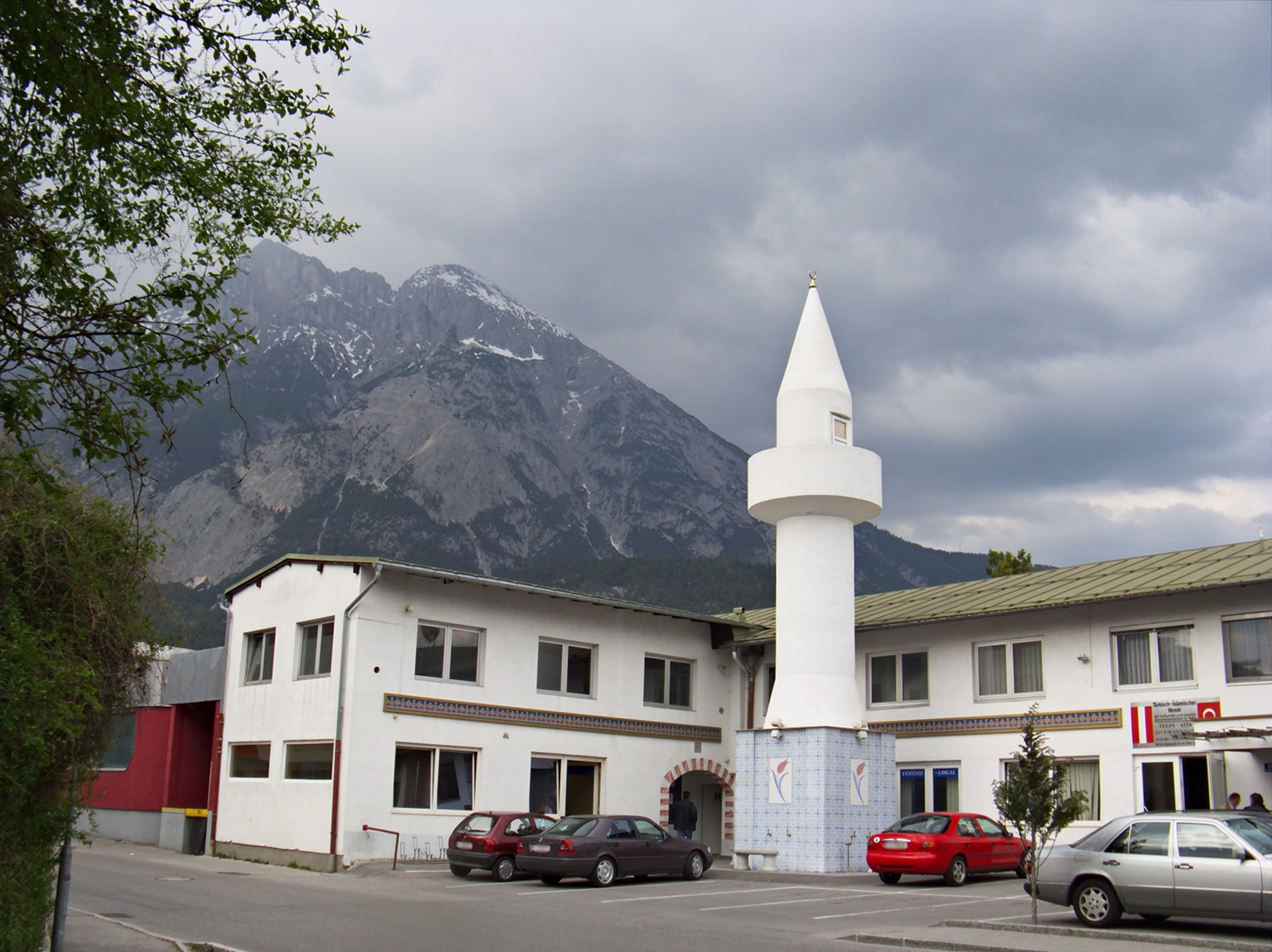
Мечеть в Тельфсе.

| Национальность | Численность | Год   |
| -------------- | ----------- | ----- |
| Турки          | 500,000+    | [ 5 ] |
| Боснийцы       | 128,047     |       |
| Афганцы        | 31,300      |       |
| Курды          | 26,770      |       |
| Чеченцы        | 25,000      | [ 6 ] |
| Иранцы         | 12,452      |       |
| Арабы          | 12,100      |       |
| Пакистанцы     | 8,490       |       |